# San Francisco (Costa Rica)
Pour les articles homonymes, voir San Francisco.
San Francisco est un district du Costa Rica dans la province de San José.
C'est l'une des unités administratives entourant le centre-ville de San José (officiellement composée des quartiers d'El Carmen, de la Merced, de l'Hôpital et de la Cathédrale). Ce quartier est principalement résidentiel et industriel. Il est également célèbre pour ses nombreux motels.
,.
La population y était de 21 682 habitants en 2022.

## Géographie
San Francisco de Dos Ríos a une superficie de 2,64 km2 et une altitude de 1 168 mètres.
Il se situe au sud-est du canton, entre les cantons de Curridabat et de Desamparados (les limitrophes respectivement à l'est et au sud) et entre les districts de San Sebastián et de Zapote (les limitrophes respectivement à l'ouest et au nord).

## Quartiers
Le district de San Francisco de Dos Ríos comprend les « barrios » (quartiers) d'Ahogados (une partie), Camelias, Cinco Esquinas, Coopeguaria, El Bosque, El Faro, Fátima, Hispano, San Marino Sur, I Griega, La Cabaña, Lincoln, Lomas de San Francisco, Maalot, Méndez, Pacífica, San Francisco de Dos Ríos (centre), Sauces, Saucitos et Zurquí.

## Démographie
| Année      | 1864 | 1883 | 1892 | 1927 | 1950 | 1963 | 1973  | 1984' | 2000  | 2011  | 2022  |   |
| Population | 461  | 493  | 562  | 730  | 2319 | 6422 | 10241 | 15256 | 21724 | 20209 | 21682 | . |

## Voies routières
- National Route 39
- National Route 204
- National Route 207
- National Route 209
- National Route 211